# Liliia Podkopaieva
Liliia Podkopaieva (în ucraineană Лілія Подкопаєва; n. 15 august 1978, Donețk, RSS Ucraineană, URSS) este o gimnastă artistică ce a reprezentat Ucraina, medaliată olimpică. A participat la o ediție a Jocurilor Olimpice (1996) în care a câștigat două medalii de aur și o medalie de argint.